# 2000 QL252
2000 QL252, também escrito como 2000 QL252 e conhecido como 2006 UN321, é um objeto transnetuniano que está localizado no cinturão de Kuiper, uma região do Sistema Solar. Este corpo celeste é classificado como um plutino, pois, o mesmo está em uma ressonância orbital de 2:3 com o planeta Netuno. Ele possui uma magnitude absoluta de 7,2 e, tem um diâmetro estimado com cerca de 160 quilômetros.

## Descoberta
2000 QL252 foi descoberto no dia 27 de agosto de 2000 pelo astrônomo Marc W. Buie.

## Órbita
A órbita de 2000 QL252 tem uma excentricidade de 0.057 e possui um semieixo maior de 39.659 UA. O seu periélio leva o mesmo a uma distância de 37.402 UA em relação ao Sol e seu afélio a 41.916.